# Kunffy Lajos
Kunffy Lajos (Orci, 1869. október 2. – Kaposvár, 1962. március 12.) magyar festő, jogász.

## Élete
Kunfi Adolf (1838–1934) kereskedő, földbirtokos és Hochsinger Hermina (1846–1918) gyermekeként született Orciban, zsidó családban. Jogi tanulmányokat végzett, ezzel párhuzamosan pedig az Iparrajziskolában és Vágó Pál műtermében folytatta művészeti tanulmányait. 1890-ben Hollósy Simon müncheni magániskolájába járt, 1891-ben pedig fél esztendeig látogatta az ottani Akadémiát, mestere Hackl volt. Ugyanezen év őszén a párizsi Julian Akadémiára iratkozott be, ahol 1894-ig Jean-Paul Laurens és Benjamin Constant tanították. 1901. március 17-én házasságot kötött Tiller Ellával (1881–1963). Ismeretséget kötött Munkácsy Mihállyal. 1895-ben egy évig Münchenben tartózkodott. 1897-ben visszatért Magyarországra, ahol jogi tanulmányait is befejezte, ezután Franciaországba utazott. 1899-ben újból hazatért, apja birtokán dolgozott, majd 1900-ban átette lakhelyét Budapestre. 1901-ben Párizsba költözött feleségével, azonban nyaranta hazalátogatott somogytúri birtokára. 1913-ban jött haza, Budapesten és Somogytúron festett. 1934-ben végleg kiköltözött vidéki birtokára. 1925-ben elnyerte az Állami Pasztell-díjat, 1926-ban a Genre-díjat, 1959-ben a Munka Érdemrendet, 1960-ban pedig érdemes művész lett.

## Munkássága
Korai művein az akadémista stílus figyelhető meg, de Munkácsy is hatással volt rájuk (Jeremiás próféta, 1895; Jób, 1896). A századforduló idején munkái főleg dekoratív, szimbolikus-szecessziós képek voltak (Bretagne-i tengerparton, 1898; Feleségem pálmaházban, 1903), a Franciaországban töltött idő alatt a somogytúri nép mindennapjaival, ünnepeivel és a falusi cigányokkal kezdett foglalkozni, ezek szolgáltak később képei témájául. Több komorabb hangulatú, naturalista művet készített (Somogytúri gyermektemetés, 1907; Mezőgazdasági munkáscsalád-triptichon, 1926), a falusiak életét derűs színvilágú, fénnyel teli, realista festményeken jelenítette meg (Somogytúri lakodalom, 1910; Cigányasszonyok a hídon, 1911; Ebédelő aratók, 1921). Külföldi utazásai (1913-ban Tunézia; 1937-1938-ban Dalmácia) során kisméretű vázlatokat készített, melyeken megfigyelhető az impresszionizmus hatása. Későbbi művei is üde színvilágúak. Festett számos önarcképet, valamint csendéleteket, táj- és paraszti témájú zsánerképeket. Műveit először 1894-ben állította ki a párizsi Salon des Artistes Français-ban, majd ugyanebben a Műcsarnokban is megnyílt egy tárlata. Ez időtől fogva munkái minden reprezentatív országos tárlaton szerepeltek. Amíg Franciaországban időzött, 1902-től folyamatosan bemutatta festményeit a Société National des Beaux Arts szalonjain és a Salon d’Automne-on, utóbbinak később választott sociétaire tagja lett. 1903-ban francia kiállítást szervezett meg Budapesten, amiért 1905-ben becsületrenddel tüntették ki. A Képzőművészeti Egyesület megválasztotta alelnökévé, 1958-ban megnyílt somogytúri műteremházában múzeuma, ez 1979-től emlékmúzeumként működik.

## Egyéni kiállítások

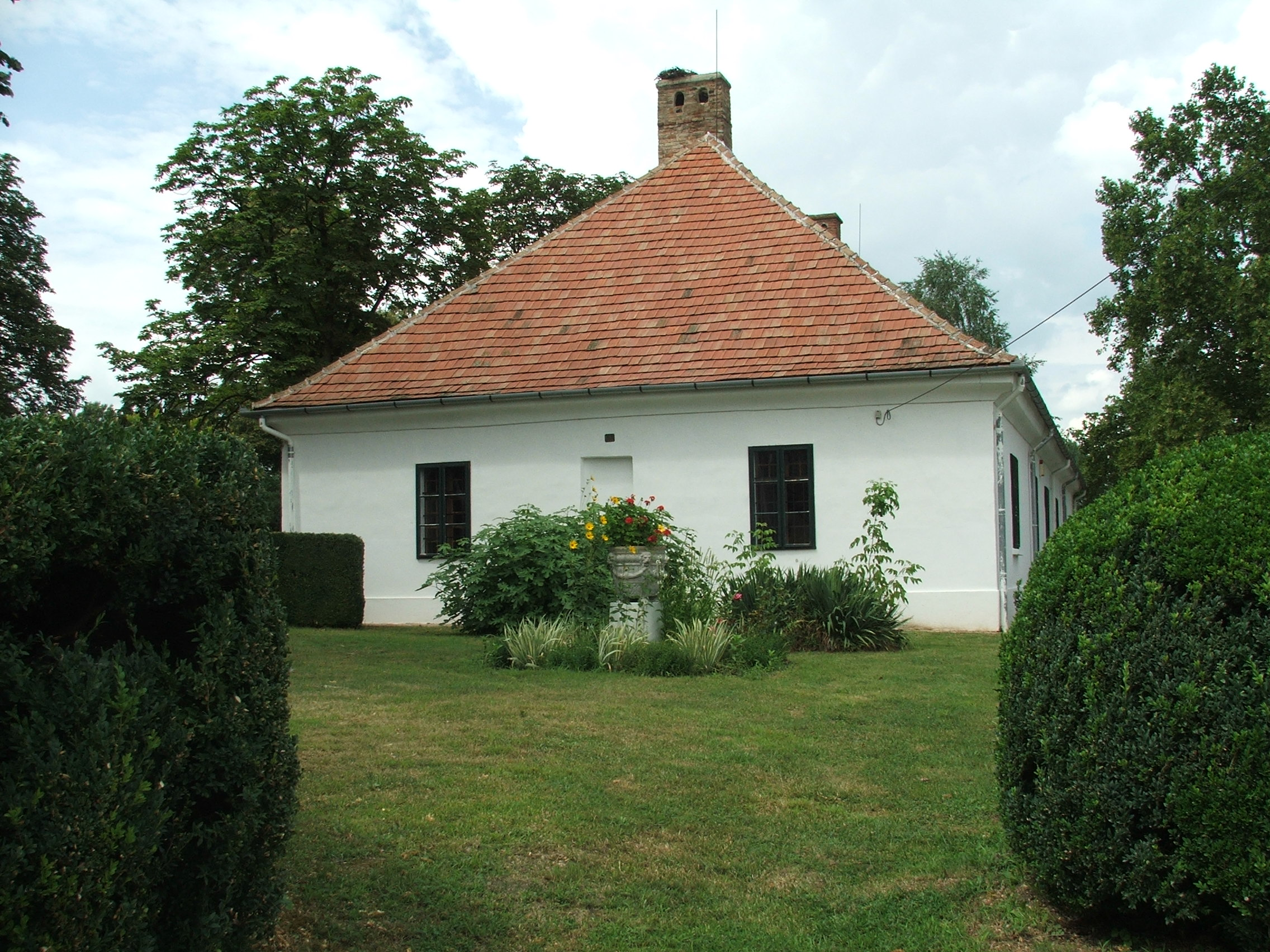
Kunffy Lajos Emlékmúzeum Somogytúron

- 1913 • Galerie Georges Petit, Párizs
- 1924 • Nemzeti Szalon, Budapest
- 1927 • Az Országos Magyar Képzőművészeti Társulat őszi kiállítása, Műcsarnok, Budapest
- 1942 • Tamás Galéria, Budapest
- 1949 • Kaposvár
- 1952 • Rippl-Rónai József Múzeum, Kaposvár
- 1953 • Ernst Múzeum, Budapest [Glatz Oszkárral]
- 1955 • Peking [Glatz Oszkárral]
- 1956 • Rippl-Rónai József Múzeum, Kaposvár
- 1960 • Ernst Múzeum, Budapest
- 1974 • Somogyi Képtár, Kaposvár
- 2022 • Magyar Tudományos Akadémia, Akadémia Klub.

## Művek közgyűjteményekben
- Magyar Nemzeti Galéria, Budapest
- Rippl-Rónai József Múzeum, Kaposvár.